# Knautia baldensis
Knautia baldensis är en tvåhjärtbladig växtart som beskrevs av A. Kerner, Borbás. Knautia baldensis ingår i släktet åkerväddar, och familjen Dipsacaceae. Inga underarter finns listade i Catalogue of Life.